# 长发镇 (讷河市)
长发镇是中国黑龙江省齐齐哈尔市讷河市下辖的一个镇。

## 行政区划
桥头溪乡下辖以下地区：
建设村、长发村、东方红村、丰收村、平安村、兴胜村、平原村和和心村。